# Epos Game Studios
 (avril 2012).
Si vous disposez d'ouvrages ou d'articles de référence ou si vous connaissez des sites web de qualité traitant du thème abordé ici, merci de compléter l'article en donnant les références utiles à sa vérifiabilité et en les liant à la section « Notes et références ».
Ne doit pas être confondu avec Epos Corporation.
EPOS Game Studios (acronyme pour « Entertainment Products of Sweden ») est un studio indépendant suédois de développement de jeu vidéo. Il est créé en 2005 par Staffan Langin et Olof Gustafsson qui sont par ailleurs les cofondateurs du studio DICE. Le studio ne doit pas être confondu avec le développeur de jeux arcade Epos (Boardwalk Casino, The Glob) aujourd'hui disparu.
La première création du studio est le jeu Crash Commando (en), un jeu de tir en vue 2D jouable en ligne et sorti exclusivement sur PlayStation 3 via le PlayStation Network.
En 2017, le studio s'associe avec le studio Clever Beans pour sortit un jeu compilant plusieurs jeux de la saga WipEout : le jeu WipEout HD, son pack d'extension WipEout HD Fury et WipEout 2048,. À sa sortie le jeu contient 26 circuits, 46 vaisseaux uniques et une bande-son améliorée.

## Jeux
| Year | Title                       | Platform(s)   | Publisher(s)                   | Notes                                               |
| ---- | --------------------------- | ------------- | ------------------------------ | --------------------------------------------------- |
| 2008 | Crash Commando              | PlayStation 3 | Sony Computer Entertainment    |                                                     |
| 2016 | Hustle Kings VR             | PlayStation 4 | Sony Interactive Entertainment | Jeu originellement développé par VooFoo Studios     |
| 2017 | WipEout Omega Collection    | PlayStation 4 | Sony Interactive Entertainment | Dévelopé en collaboration avec XDev et Clever Beans |
| 2018 | WipEout Omega Collection VR | PlayStation 4 | Sony Interactive Entertainment | Publié en tant que patch pour PlayStation VR        |